# Grecja na Letnich Igrzyskach Olimpijskich 1908
Grecję na IV Letnich Igrzyskach Olimpijskich w roku 1908 w Londynie reprezentowało 20 sportowców (sami mężczyźni) startujących w 3 dyscyplinach.

## Zdobyte medale
| Medal  | Zawodnik            | Dyscyplina    | Konkurencja                   | Rezultat |
| ------ | ------------------- | ------------- | ----------------------------- | -------- |
| Srebro | Kostas Tsiklitiras  | Lekkoatletyka | Skok wzwyż z miejsca          | 1,55 m   |
| Srebro | Kostas Tsiklitiras  | Lekkoatletyka | Skok w dal z miejsca          | 3,22 m   |
| Srebro | Mikhail Dorizas     | Lekkoatletyka | Rzut oszczepem w stylu wolnym | 51,36 m  |
| Brąz   | Anastasios Metaksas | Strzelectwo   | trap                          | 57 pkt   |

## Skład kadry

### Kolarstwo
| Zawodniczka          | Konkurencja      | Eliminacje | Eliminacje | Finał | Finał   | Źródło |
| Zawodniczka          | Konkurencja      | Czas       | Pozycja    | Czas  | Pozycja | Źródło |
| -------------------- | ---------------- | ---------- | ---------- | ----- | ------- | ------ |
| Ioannis Santorinaios | Wyścig na 20 km  | DNF        | DNF        | NQ    | NQ      | [ 1 ]  |
| Ioannis Santorinaios | Wyścig na 100 km | DNF        | DNF        | NQ    | NQ      | [ 2 ]  |

### Lekkoatletyka

#### Konkurencje biegowe
| Zawodniczka            | Konkurencja                | Eliminacje | Eliminacje | Półfinały | Półfinały | Finał | Finał   | Źródło |
| Zawodniczka            | Konkurencja                | Czas       | Pozycja    | Czas      | Pozycja   | Czas  | Pozycja | Źródło |
| ---------------------- | -------------------------- | ---------- | ---------- | --------- | --------- | ----- | ------- | ------ |
| Georgios Skoutaridis   | Bieg na 100 m              | NN         | 2.         | NQ        | NQ        | NQ    | NQ      | [ 3 ]  |
| Mikhail Paskhalidis    | Bieg na 100 m              | NN         | 4.         | NQ        | NQ        | NQ    | NQ      | [ 3 ]  |
| Mikhail Paskhalidis    | Bieg na 200 m              | 24.0       | 2.         | NQ        | NQ        | NQ    | NQ      | [ 4 ]  |
| Stylianos Dimitriou    | Bieg na 800 m              | DNF        | DNF        | —         | —         | NQ    | NQ      | [ 5 ]  |
| Stylianos Dimitriou    | Bieg na 1500 m             | NN         | 4.         | —         | —         | NQ    | NQ      | [ 6 ]  |
| Nikolaos Kouloumberdas | Bieg na 5 mil              | DNF        | DNF        | —         | —         | NQ    | NQ      | [ 7 ]  |
| Nikolaos Kouloumberdas | Maraton                    | —          | —          | —         | —         | DNF   | DNF     | [ 8 ]  |
| Anastasios Koutoulakis | Maraton                    | —          | —          | —         | —         | DNF   | DNF     | [ 8 ]  |
| Georgios Skoutaridis   | Bieg na 110 m przez płotki | 17.0       | 2.         | NQ        | NQ        | NQ    | NQ      | [ 9 ]  |

* Kursywą napisano czasy przybliżone

#### Konkurencje techniczne
| Zawodniczka            | Konkurencja                   | Eliminacje | Eliminacje | Finał   | Finał   | Źródło |
| Zawodniczka            | Konkurencja                   | Wynik      | Pozycja    | Wynik   | Pozycja | Źródło |
| ---------------------- | ----------------------------- | ---------- | ---------- | ------- | ------- | ------ |
| Kostas Tsiklitiras     | Skok wzwyż z miejsca          | 1,55 m     | 1. (Q)     | 1,55 m  | srebro  | [ 10 ] |
| Georgios Banikas       | Skok o tyczce                 | 3,43 m     | 6. (Q)     | 3,50 m  | 6.      | [ 11 ] |
| Stefanos Kountouriotis | Skok o tyczce                 | 3,27 m     | 9.         | NQ      | NQ      | [ 11 ] |
| Kostas Tsiklitiras     | Skok w dal z miejsca          | 3,23 m     | 2. (Q)     | 3,22 m  | srebro  | [ 12 ] |
| Dimitrios Muller       | Trójskok                      | 13,09 m    | 15.        | NQ      | NQ      | [ 13 ] |
| Mikhail Dorizas        | Pchnięcie kulą                | NN         | NN         | NQ      | NQ      | [ 14 ] |
| Nikolaos Georgantas    | Pchnięcie kulą                | NN         | NN         | NQ      | NQ      | [ 14 ] |
| Nikolaos Georgantas    | Rzut dyskiem                  | NN         | NN         | NQ      | NQ      | [ 15 ] |
| Mikhail Dorizas        | Rzut dyskiem                  | NN         | NN         | NQ      | NQ      | [ 15 ] |
| Mikhail Dorizas        | Rzut dyskiem greckim          | 33.34      | 5.         | NQ      | NQ      | [ 16 ] |
| Nikolaos Georgantas    | Rzut dyskiem greckim          | 33.21      | 6.         | NQ      | NQ      | [ 16 ] |
| Kharalambos Zouras     | Rzut oszczepem                | NN         | NN         | NQ      | NQ      | [ 17 ] |
| Mikhail Dorizas        | Rzut oszczepem w stylu wolnym | 51,36 m    | 2. (Q)     | 51,36 m | srebro  | [ 18 ] |
| Kharalambos Zouras     | Rzut oszczepem w stylu wolnym | 48,61 m    | 4.         | NQ      | NQ      | [ 18 ] |
| Nikolaos Georgantas    | Rzut oszczepem w stylu wolnym | NN         | NN         | NQ      | NQ      | [ 18 ] |

### Strzelectwo
| Zawodnik | Konkurencja                                   | Wynik    | Pozycja | Źródło |
| --- | --------------------------------------------- | -------- | ------- | ------ |
| Frangiskos Mavrommatis | Pistolet dowolny 50 jardów indywidualnie      | 419 pkt  | 25.     | [ 19 ] |
| Alexandros Theofilakis | Pistolet dowolny 50 jardów indywidualnie      | 409 pkt  | 26.     | [ 19 ] |
| Ioannis Theofilakis | Pistolet dowolny 50 jardów indywidualnie      | 406 pkt  | 29.     | [ 19 ] |
| Defkalion Rediadis | Pistolet dowolny 50 jardów indywidualnie      | 397 pkt  | 32.     | [ 19 ] |
| Frangiskos Mavrommatis Alexandros Theofilakis Ioannis Theofilakis Jeorjos Orfanidis                                             | Pistolet dowolny 50 jardów drużynowo          | 1576 pkt | 7.      | [ 20 ] |
| Ioannis Theofilakis Matthias Triantafyllidis Alexandros Theofilakis Jeorjos Orfanidis Defkalion Rediadis Frangiskos Mavrommatis | Karabin dowolny, trzy pozycje 300 m drużynowo | 3789 pkt | 9.      | [ 21 ] |
| Alexandros Theofilakis | Karabin dowolny 1000 jardów                   | 30 pkt   | 45.     | [ 22 ] |
| Ioannis Theofilakis Frangiskos Mavrommatis Alexandros Theofilakis Jeorjos Orfanidis Matthias Triantafyllidis Defkalion Rediadis | Karabin wojskowy drużynowo                    | 1999 pkt | 7.      | [ 23 ] |
| Jeorjos Orfanidis | Karabin małokalibrowy 50 i 100 jardów         | 357 pkt  | 15.     | [ 24 ] |
| Anastasios Metaksas | Trap                                          | 57 pkt   | brąz    | [ 25 ] |